# Ashley Phillips
Ashley Rae Phillips (* 21. Februar 1986 in Beverly, Massachusetts) ist eine ehemalige US-amerikanische Fußballspielerin und heutige -trainerin.

## Karriere

### Spielerin

#### Verein
Vor, während und nach Abschluss ihres Studiums an der Clemson University spielte Phillips für die Franchises der Boston Renegades beziehungsweise Atlanta Silverbacks in der W-League. 2009 lief sie für den WPSL-Teilnehmer Boston Aztec auf, ehe sie noch im selben Jahr in die WPS zu den Boston Breakers wechselte, für die sie bis 2011 aktiv war.
Im April 2013 wurde Phillips als sogenannter Discovery Player von der neugegründeten NWSL-Franchise der Breakers verpflichtet, ihr Ligadebüt gab sie am 14. April 2013 gegen Washington Spirit. War sie in der ersten Saisonhälfte noch Stammtorhüterin der Breakers, wurde ihr im weiteren Saisonverlauf zumeist die nachträglich verpflichtete Alyssa Naeher vorgezogen. Am Ende der Spielzeit wurde Phillips’ Spielervertrag in Boston nicht verlängert, stattdessen wechselte sie zur Saison 2014 als Torwarttrainerin in den Trainerstab um Tom Durkin.

#### Nationalmannschaft
Phillips spielte für die US-amerikanischen Nachwuchsnationalmannschaften in den Altersstufen U-16, U-17, U-19, U-21 und U-23.

### Trainerin
Von 2010 bis 2015 war Phillips Co-Trainerin von Tracey Leone beim Frauenfußballteam der Northeastern University in Boston. Ab der Saison 2014 fungierte sie zusätzlich als Co- und Torwarttrainerin der Boston Breakers. Anfang 2016 wurde sie auf den Posten der Cheftrainerin der Northeastern Huskies berufen.